# Jordi Navarrete Pla
Jordi Navarrete Pla, né le 6 décembre 1972, est un homme politique espagnol membre de Compromis.

## Biographie

### Vie privée
Il est marié et père de deux filles.

### Profession
Il est garde-forêt et opérateur du plan de prévention des incendies forestiers de la communauté valencienne. Il a été technicien dans une usine de montage de robots.
Il est diplômé en ingénierie technique industrielle dans l'électronique industrielle.

### Carrière politique
Le 26 juin 2016, il est élu sénateur pour Castellón au Sénat.